# Шипченски манастир
Вижте пояснителната страница за други значения на Шипка.
Шипченският манастир „Рождество Христово“ е действащ православен манастир в град Шипка, община Казанлък, България. Разположен е в северозападните покрайнини на града. Манастирският комплекс включва църква, монашески корпус, поклонническа сграда, приют и духовна семинария.

## Католикон
Манастирската църква „Рождество Христово“ е архитектурен шедьовър. Обявена е за паметник на културата от национално значение и е включена в списъка на Стоте национални туристически обекта на Българския туристически съюз под № 92. Църквата е посветена на героите от Руско-турска война (1877 – 1878). В нейните подземия е съоръжена костница, в която се съхраняват костите на близо 9000 руски и български воини, загинали в България през Освободителната война.

## История
Средствата за изграждането на храма са набрани чрез дарения, събрани предимно в Русия, но също и в България. Инициативата за неговото построяване е на граф Николай Игнатиев и Олга Скобелева, майката на руския герой от войната генерал-майор Михаил Скобелев. Строежът започва през 1885 г. и завършва през 1902 г. под ръководството на руски архитекти.
Храмът е открит тържествено на 27 септември 1902 г. в присъствието на генерали от руската армия и много почетни гости.
Първоначално манастирът е руска собственост, но през 1934 г. е предоставен от съветското правителство на България за вечни времена. През 1970 г. храм-паметникът е обявен за исторически паметник на културата.
- Олтарът на храма, 2005 г.
- Президентът Владимир Путин в костницата на храма, 2003 г.
- Статуя в манастирския парк